# Rita Ciceri
Maria Rita Ciceri (geboren vor 1960) ist eine italienische Assistenzprofessorin für allgemeine Psychologie an der Università Cattolica del Sacro Cuore und Leiterin des „Laboratory of Communication Psychology“.

## Leben
Ciceri beendete 1990 ihre Dissertation in Psychologie  an der Universität Pavia. Von 1991 bis 1994 war sie Professorin für Psychometrie an der Universität Mailand und der Universität Brescia. Von 1997 bis 1999 arbeitete sie als Wissenschaftlerin an der Fakultät für allgemeine Psychologie an der „Università Cattolica“ in Mailand und war dort danach Dozentin für Psychologie. Seit 2001 war sie Koordinatorin verschiedener wissenschaftlicher Forschungsprojekte und ist gegenwärtig Assistenzprofessorin an der „Università Cattolica del Sacro Cuore“.

## Forschungsschwerpunkte
Die Forschung von Rita Ciceri konzentriert sich auf Aspekte menschlicher Beziehungen.
- Angewandte Forschung der Emotionen
- Kommunikative Prozesse und Funktionen
- Implizite Kommunikation, Verführung, Lügen und Ironie
- Synchronizität und nonverbale Signale
- physiologische Reaktionsmuster
- Subjektive Wahrnehmung

## Schriften
- mit L. Anolli: La voce delle emozioni: verso una semiosi della comunicazione vocale non-verbale delle emozioni. Franco Angeli, Mailand 1992, ISBN 88-204-7523-5.
- mit L. Anolli, F. Denti: L’incrocio fra università e lavoro: analisi di recenti percorsi occupazionali dei laureati in lettere e filosofia dell'Università degli studi di Milano. Cisalpino, Istituto editoriale universitario, Mailand 1992, ISBN 88-205-0717-X.
- mit L. Anolli: Elementi di psicologia della comunicazione : processi cognitivi e aspetti strategici. LED, Mailand 1995, ISBN 88-7916-061-3.
- L. Anolli, R. Ciceri, G. Riva (Hrsg.): Say not to say: new perspectives on miscommunication. IOS Press, Amsterdam / Washington, DC 2001, ISBN 1-58603-215-1.
- La paura: [lottare o fuggire?: le molte strategie di un meccanismo di difesa istintivo]. Il mulino, Bologna 2001, ISBN 88-15-08307-3.
- Mente inter-attiva: linguaggi, media e competenze. Omega, 2005, ISBN 88-7241-475-X.
- mit B. Bertani: Contatti sul filo: call center tra moderne e tradizionali modalità di comunicazione. Franco Angeli, 2009, ISBN 978-88-568-0440-9.